# Sherpur (district)
Sherpur est un district du Bangladesh. Il est situé dans la division de Mymensingh. La ville principale est Sherpur.

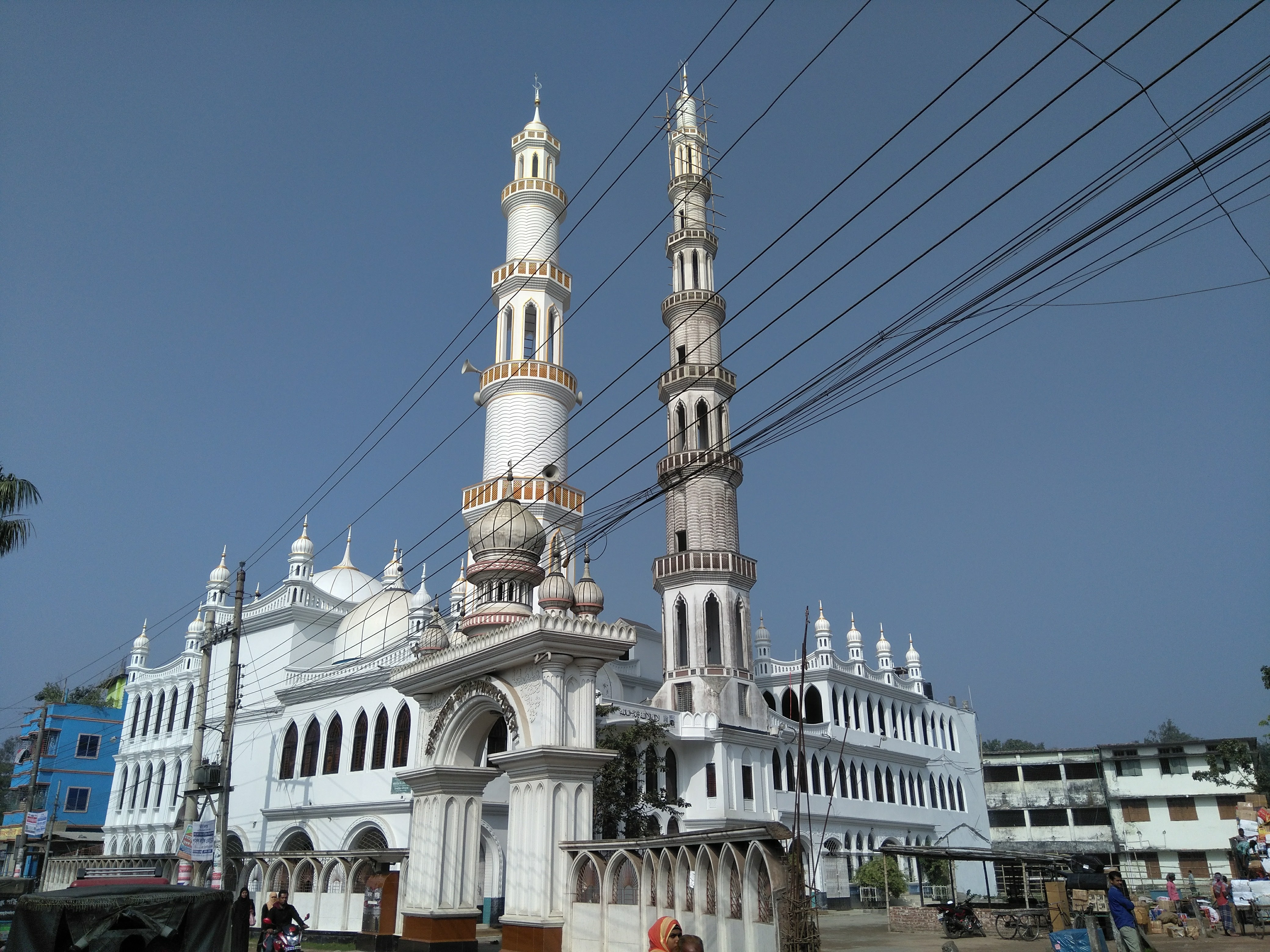
Mosquée Mysaheba Jame